# Chevrolet Sail
Chevrolet Sail (кит. 雪佛兰赛欧; пиньинь Xuěfúlán Sài'ōu) — субкомпактный автомобиль производства SAIC и General Motors.

## Первое поколение (2000—2016)

### Buick Sail
Автомобиль Buick Sail впервые был представлен 12 декабря 2000 года. Серийное производство началось в июне 2001 года и закончилось в 2005 году. Базовой моделью стала Opel Corsa B.

В декабре 2001 года также был представлен универсал Buick Sail S-RV. В июне 2002 года дочернее подразделение SAIC-Yizheng выпустило фургон на базе Opel Combo под индексом Saibao SAC6420.

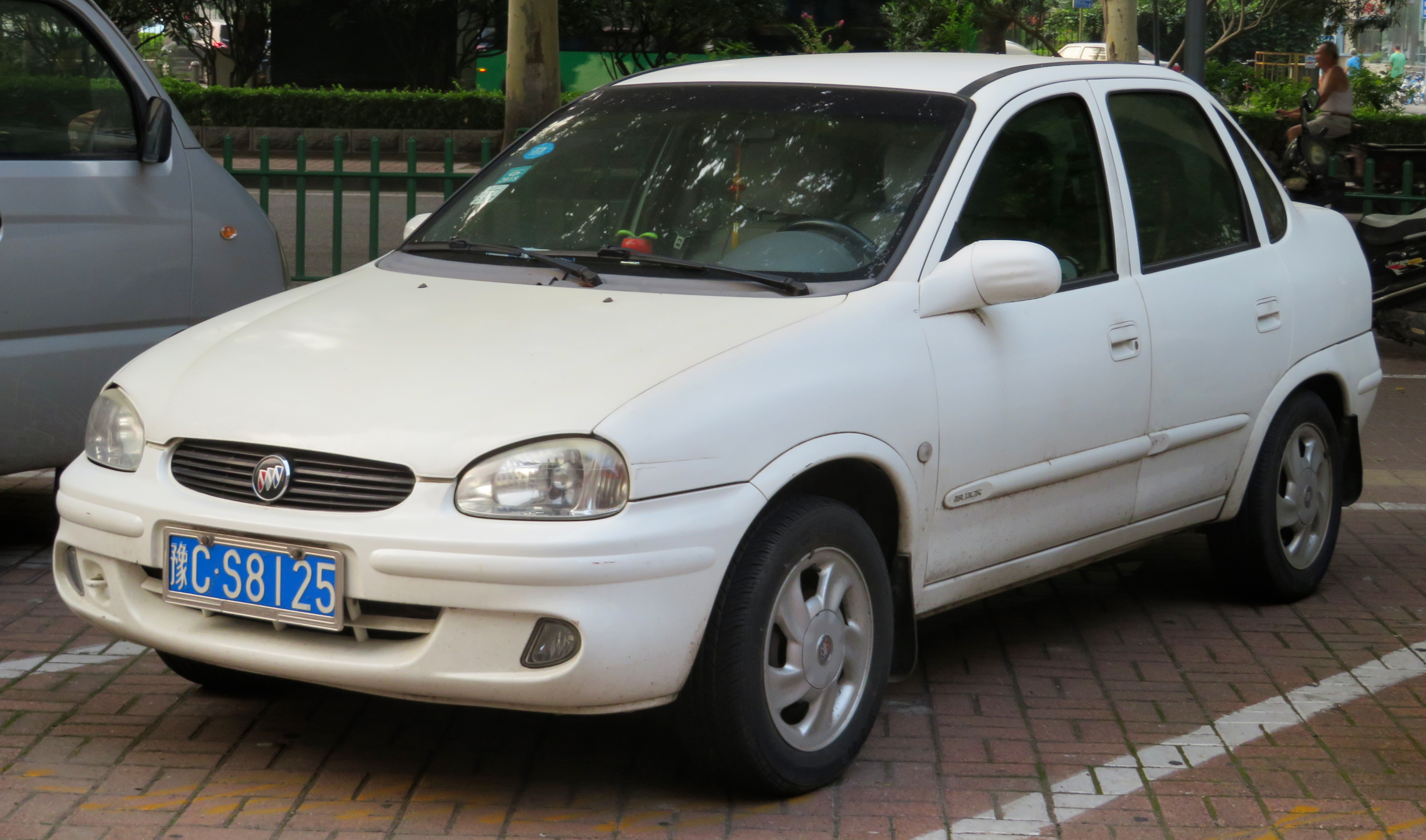
Buick Sail (2001—2004)
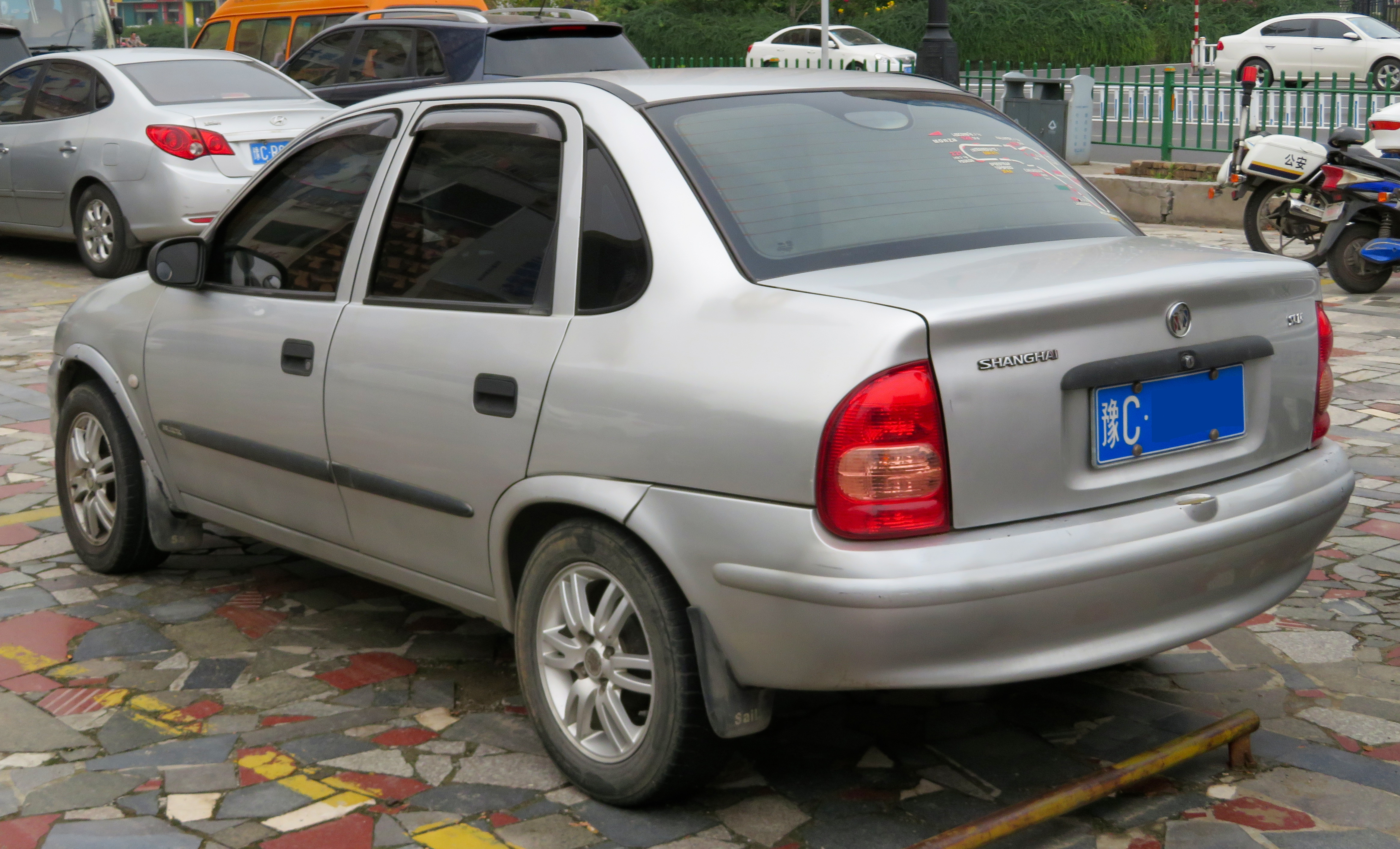
Buick Sail (2001—2004)
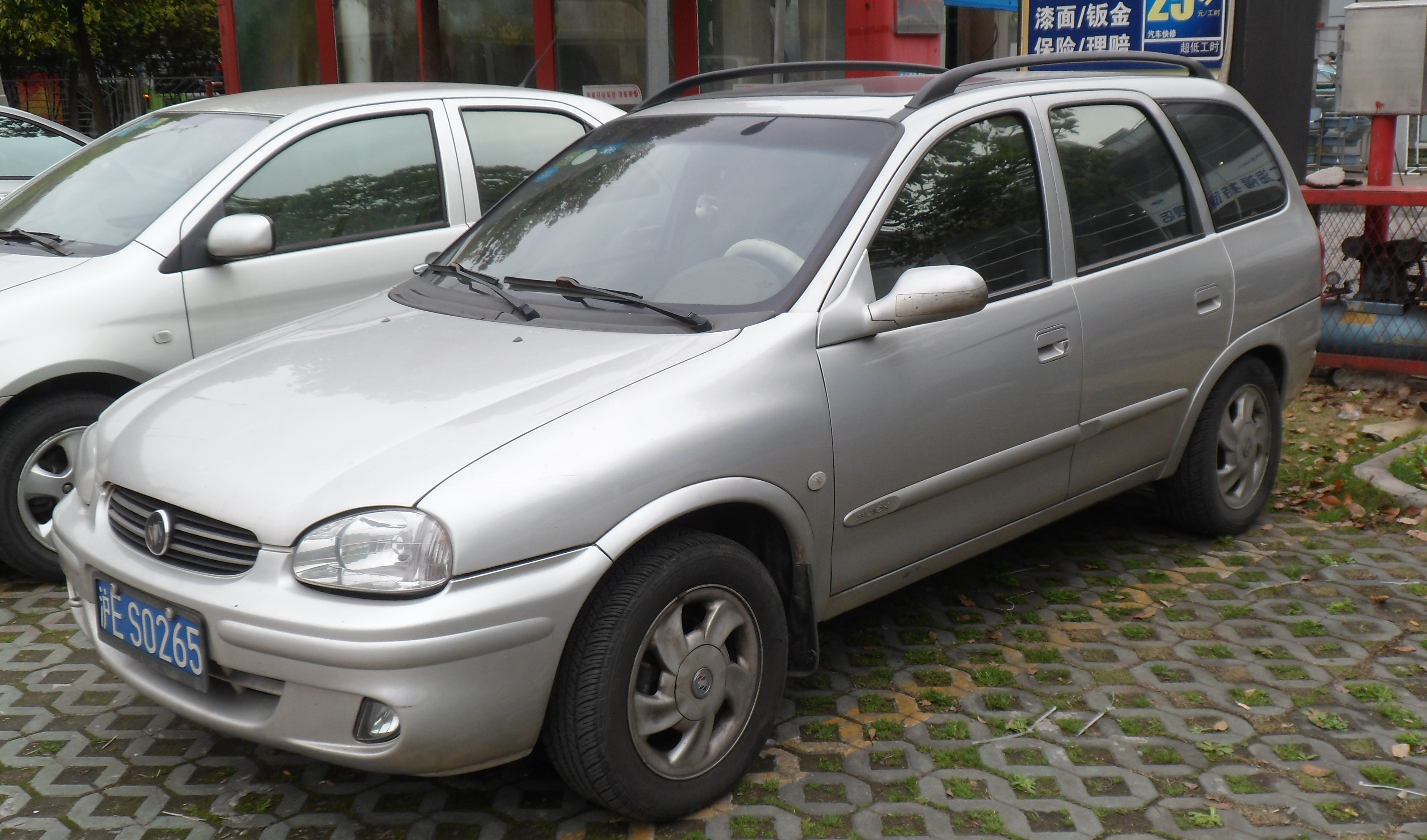
Buick Sail S-RV (2001—2004)
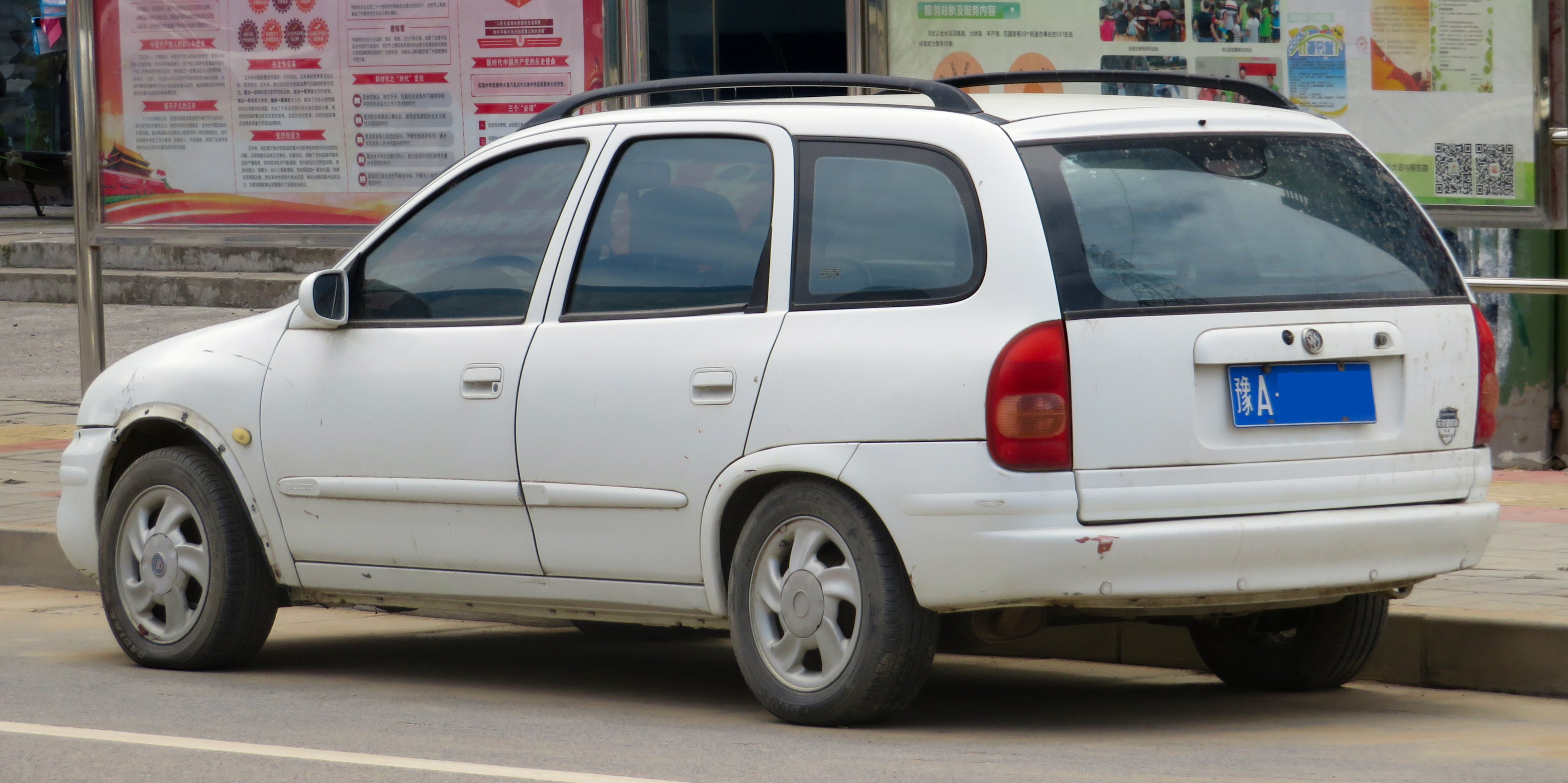
Buick Sail S-RV (2001—2004)
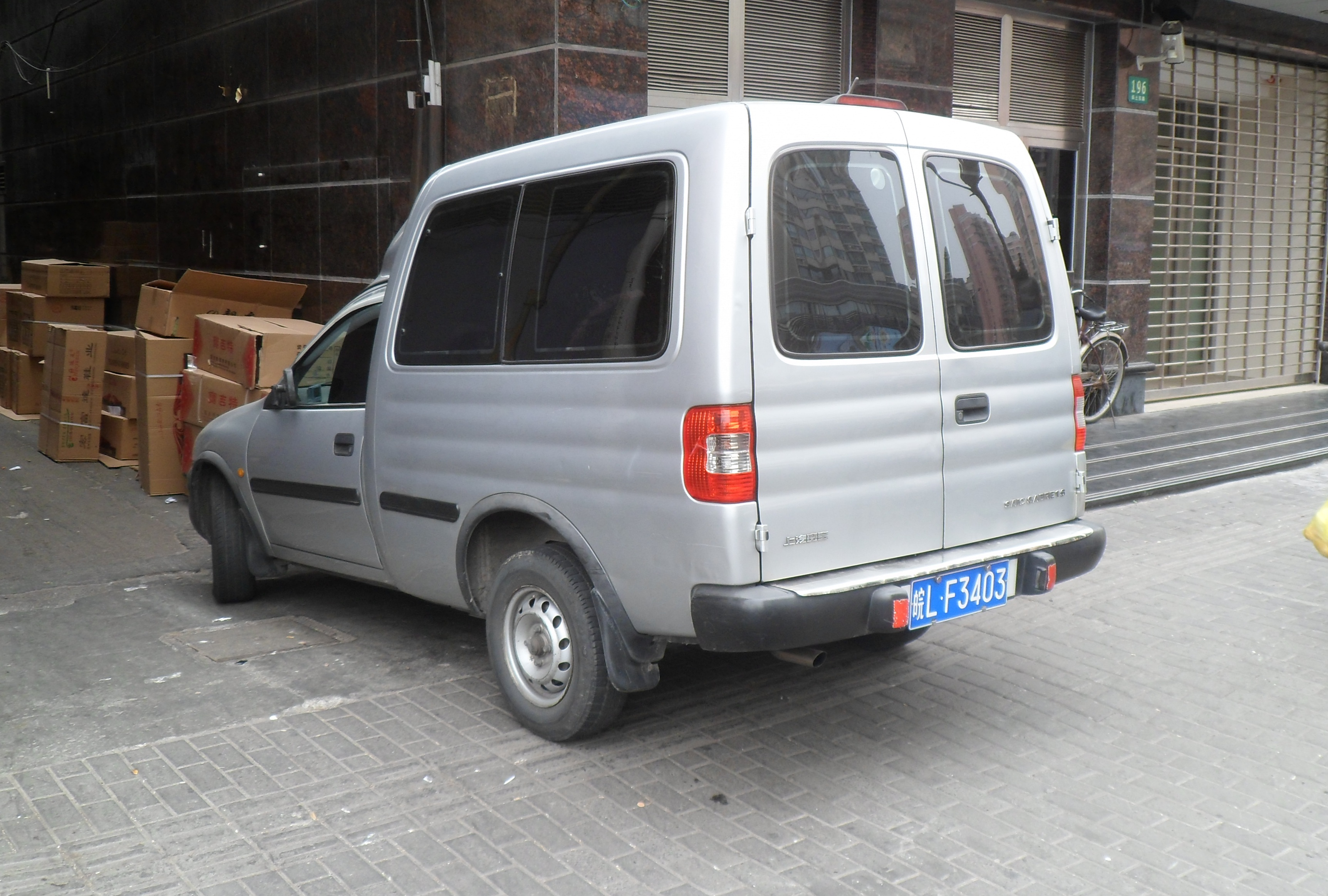
Shanghai Auto Saibao SAC6420

### Chevrolet Sail
Chevrolet Sail впервые был представлен в феврале 2005 года в Китае. От Buick Sail автомобиль отличался усовершенствованным интерьером. Осенью 2006 года автомобиль был экспортирован в Чили под названием Chevrolet Corsa Plus.

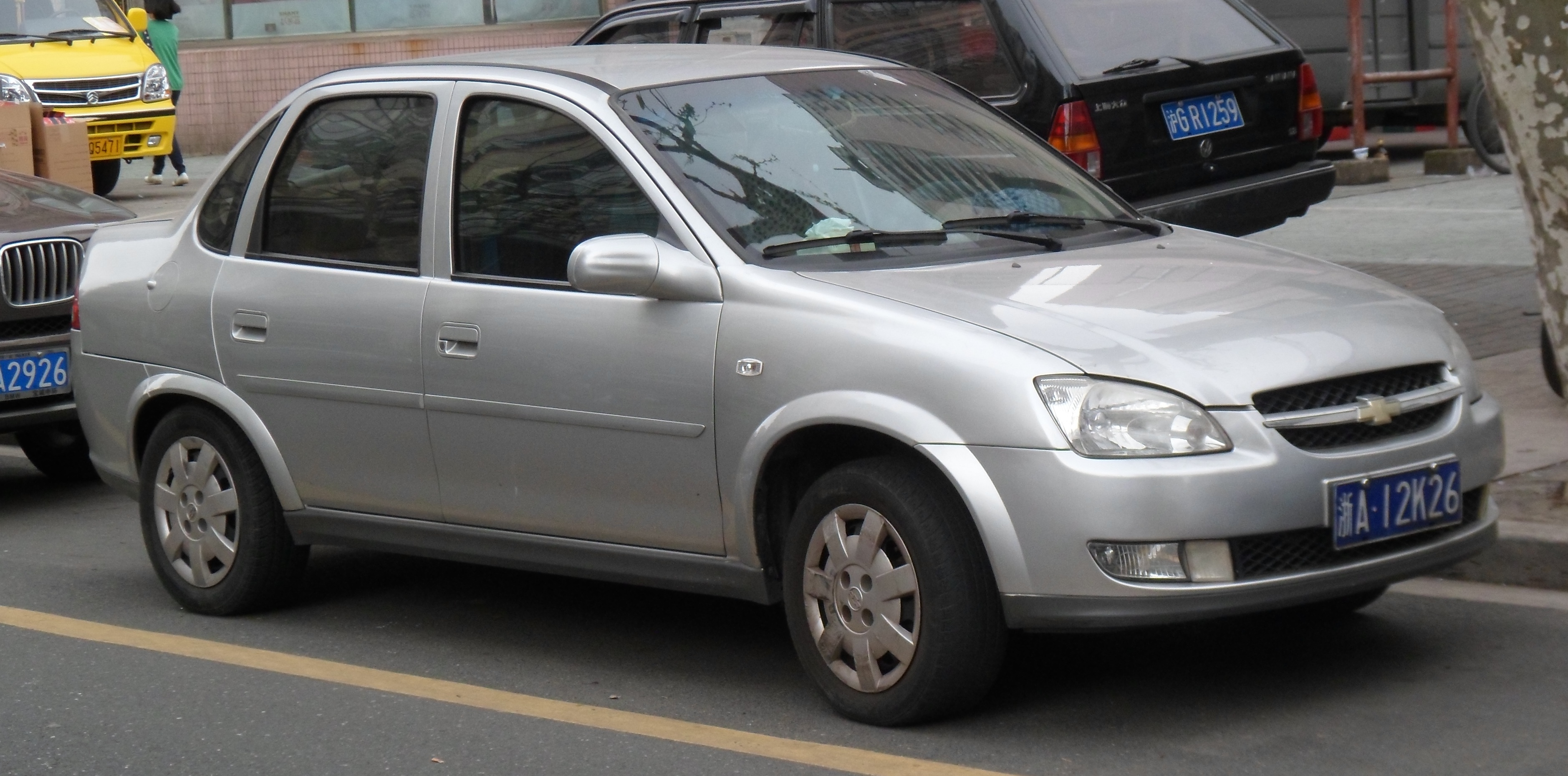
Chevrolet Sail
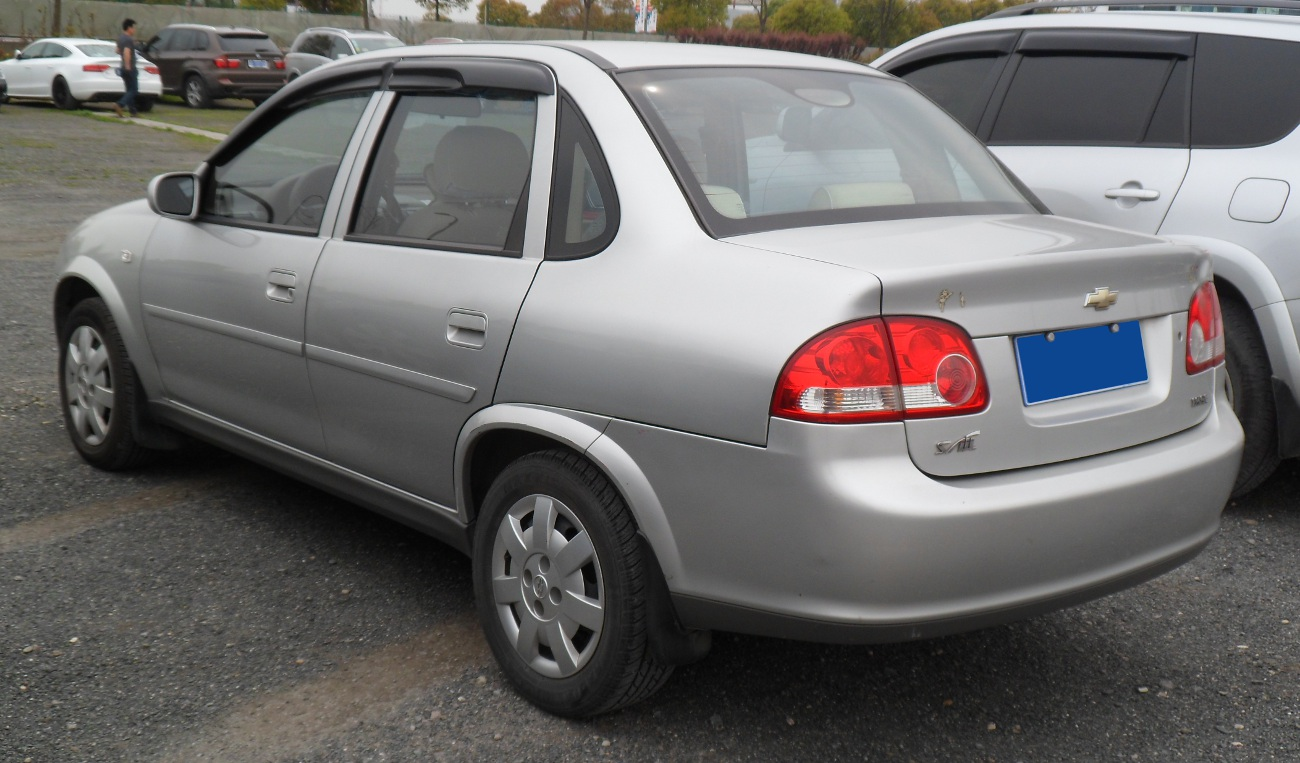
Вид сзади
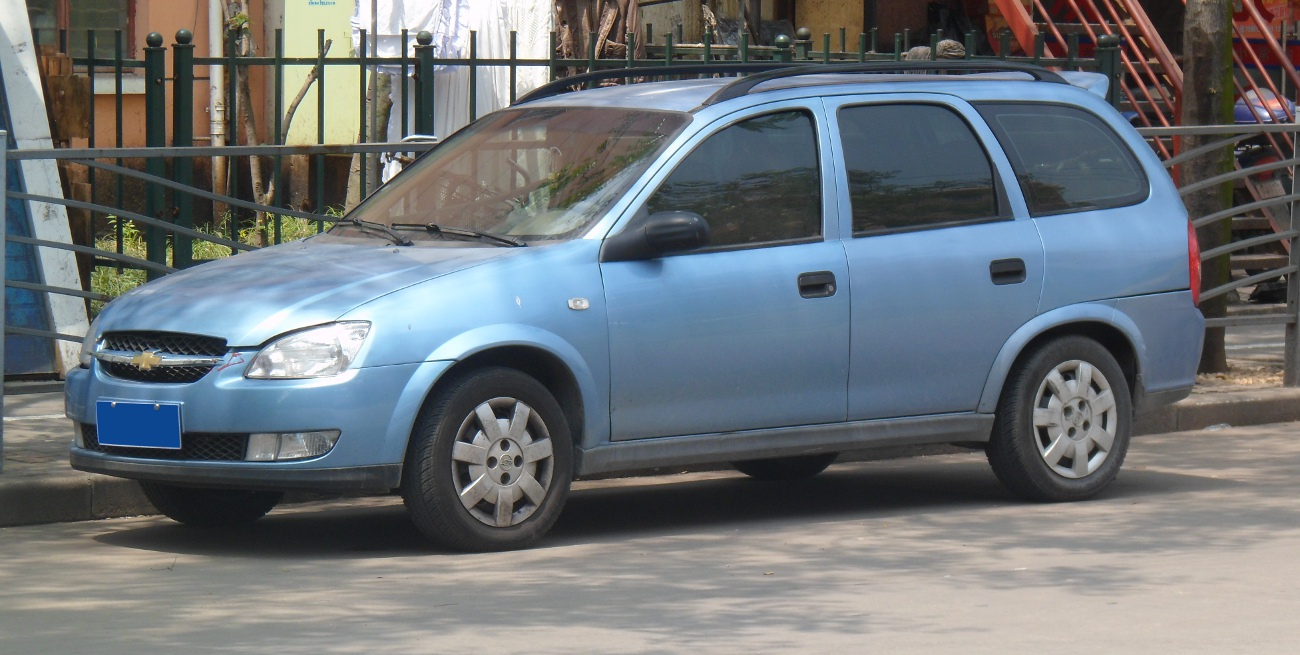
Универсал
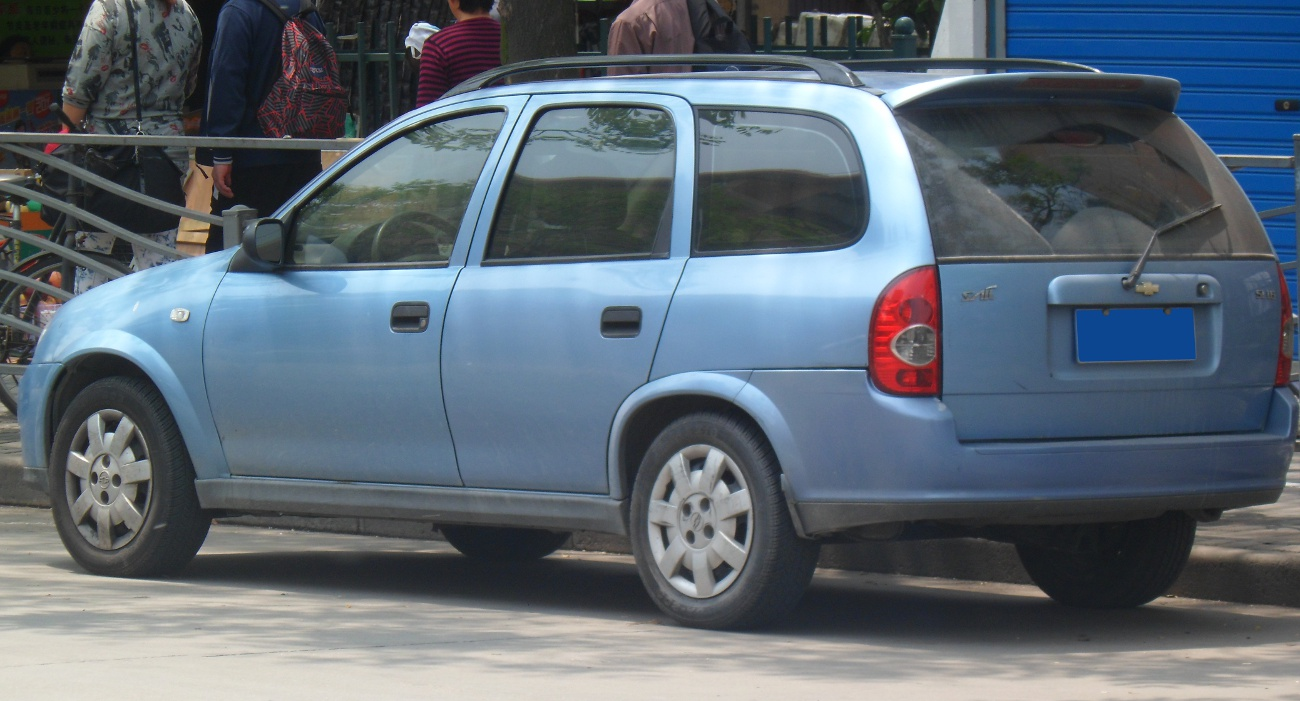
Вид сзади

### Chevrolet Classic
Chevrolet Classic являлся локализованной версией Chevrolet Sail, адаптированной для эксплуатации в латиноамериканских условиях. Выпускался с 2010 по 2016 год.

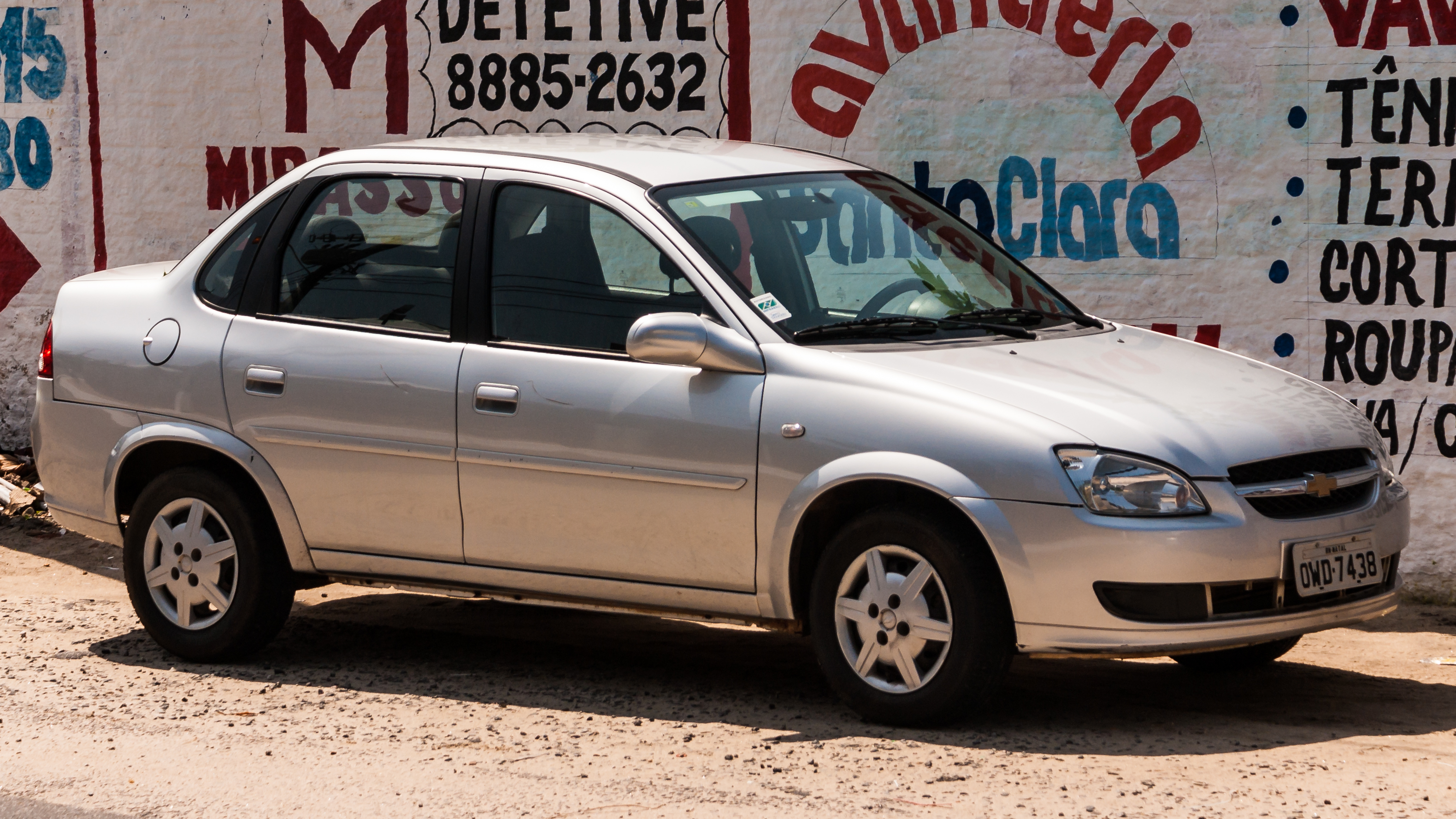
Chevrolet Classic
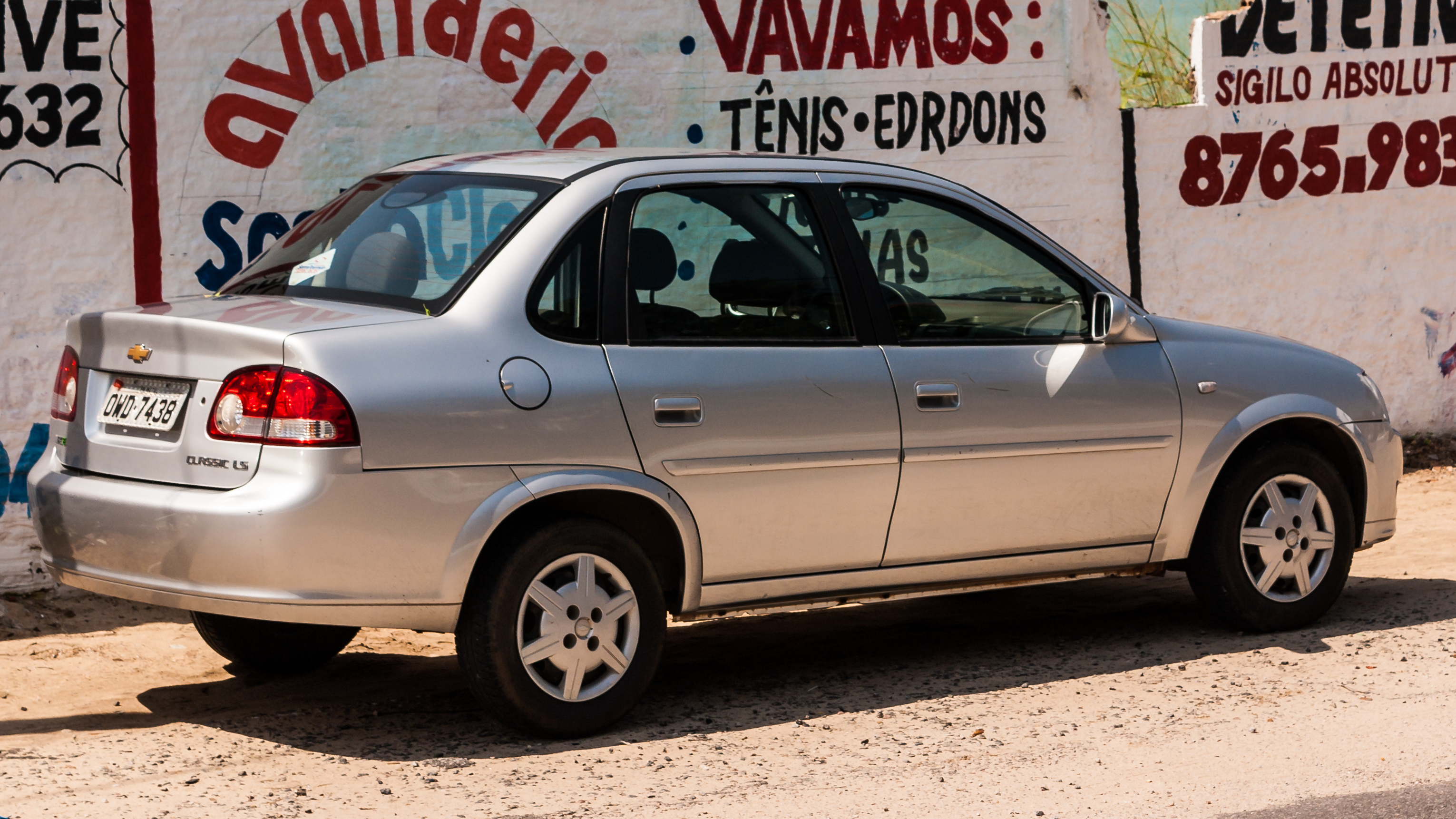
Вид сзади
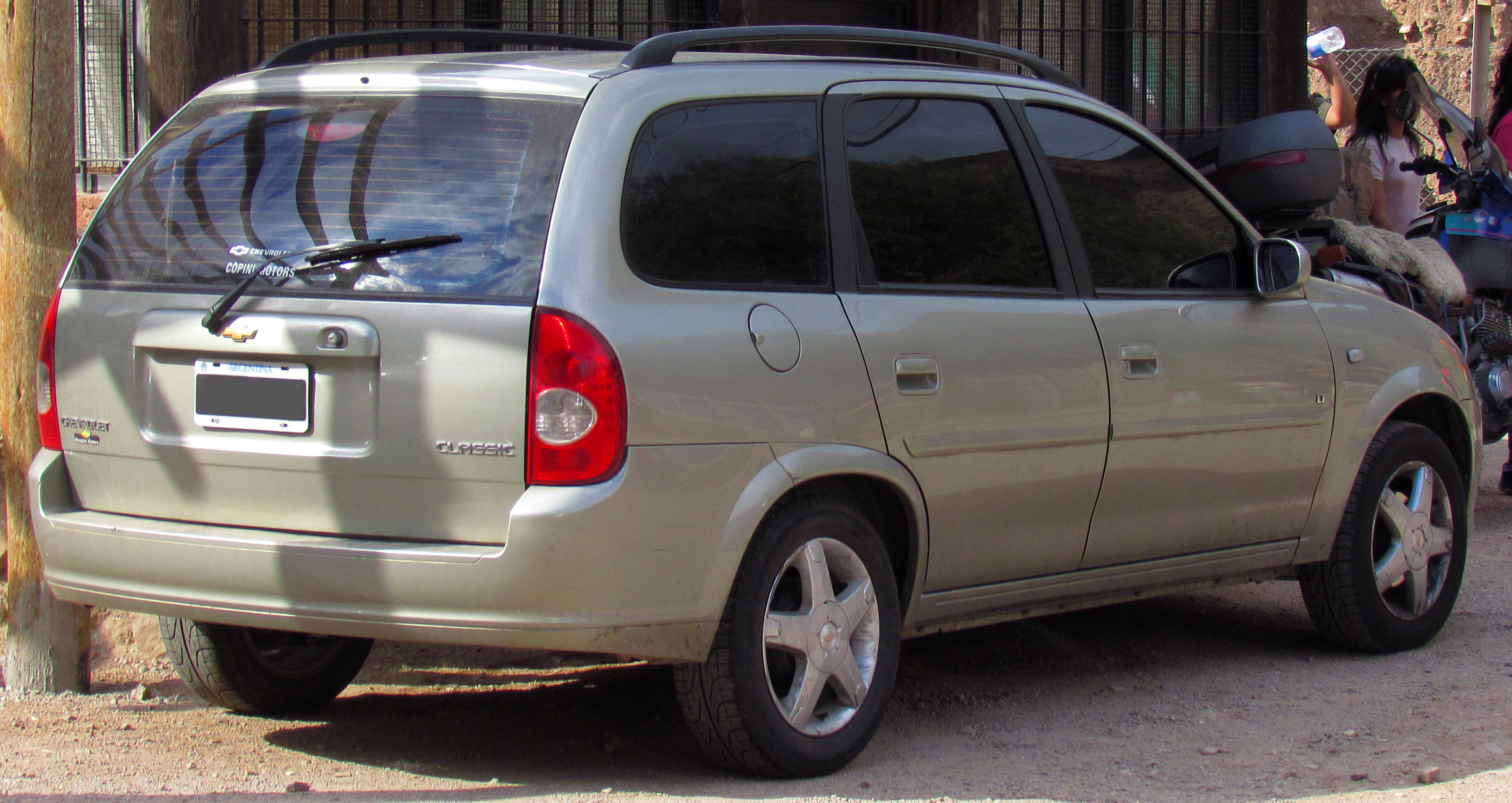
Chevrolet Classic SW

## Второе поколение (2010—2014)
Chevrolet Sail второго поколения впервые был представлен 11 января 2010 года. Модель была разработана Паназиатским техническим автомобильным центром (PATAC). С 21 октября 2010 года также выпускались хетчбэки, которые экспортировались в Чили и Ливию. Также автомобили продавались в Индии и Южной Америке.

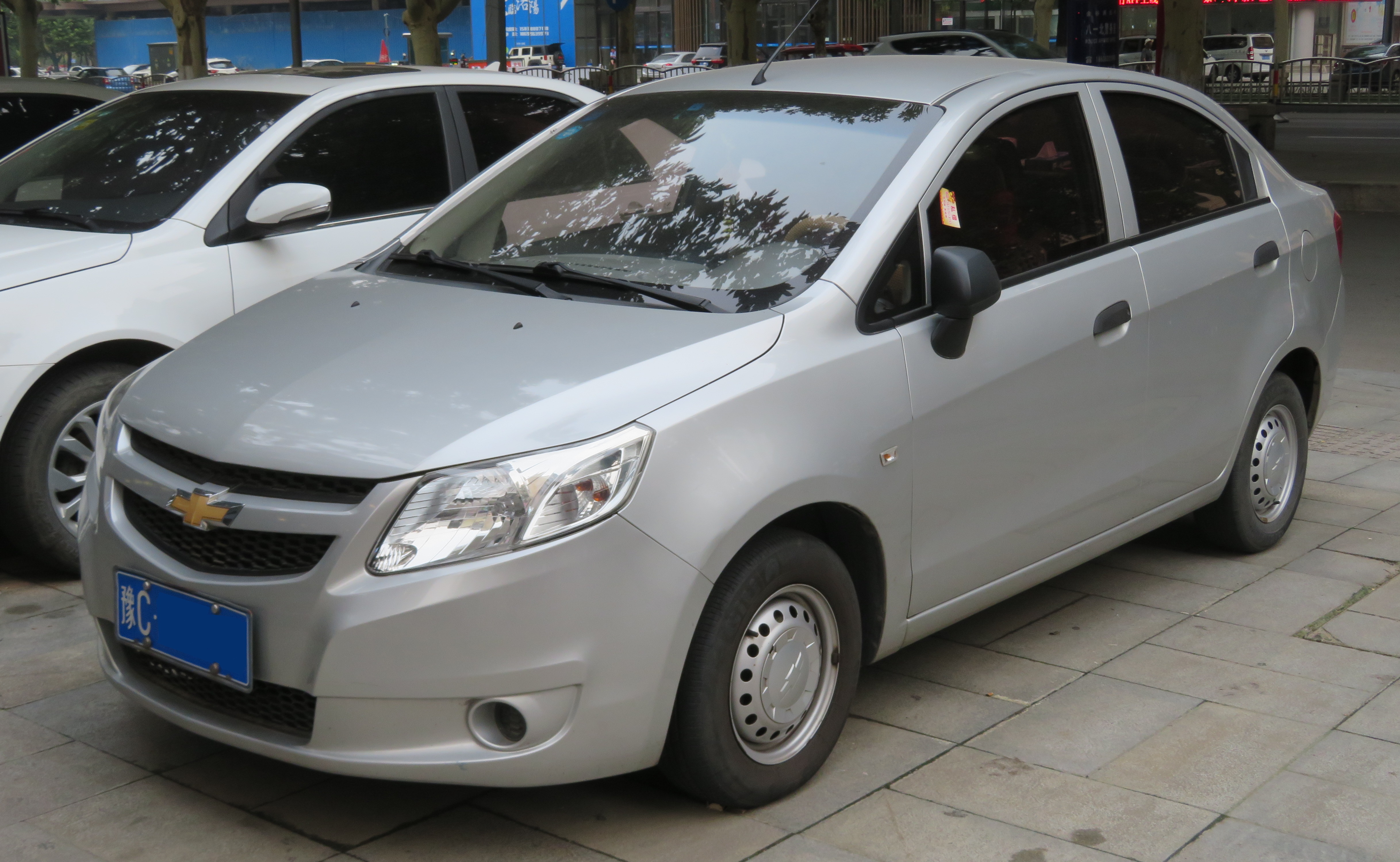
Chevrolet Sail
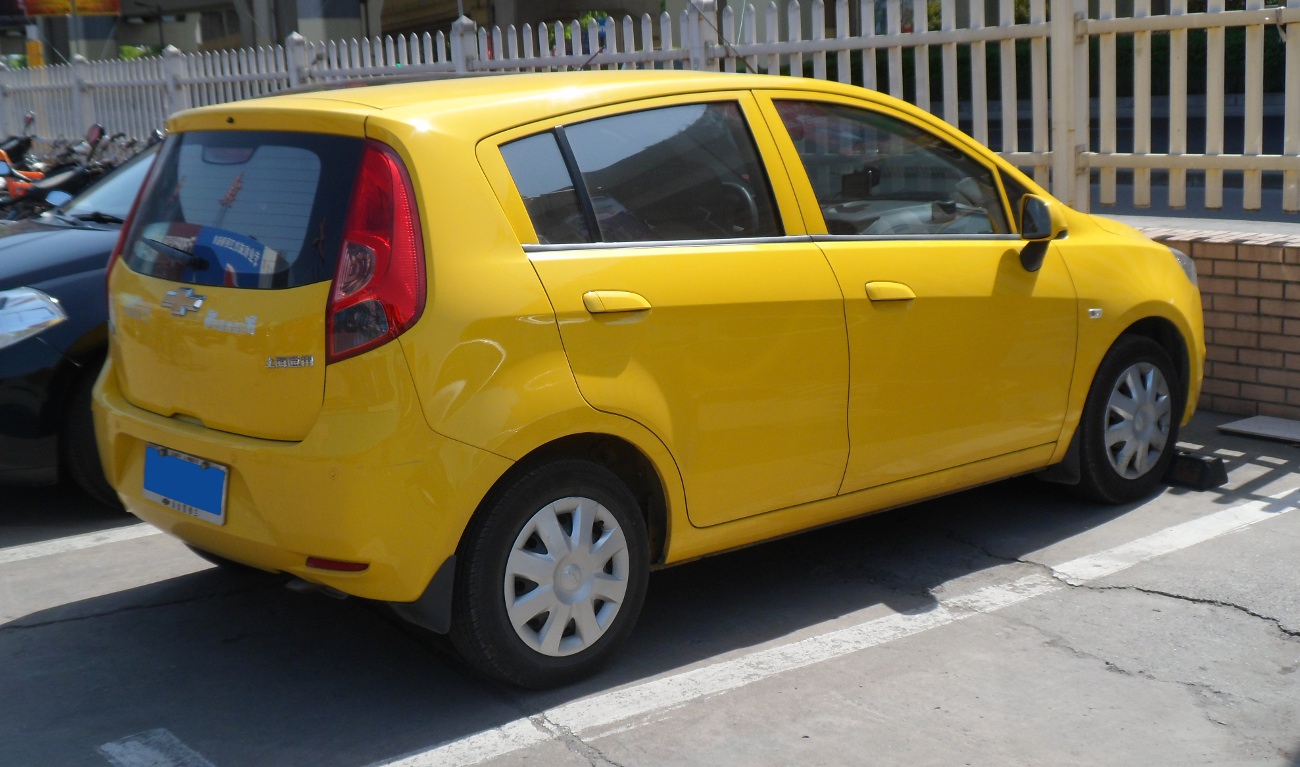
Хетчбэк
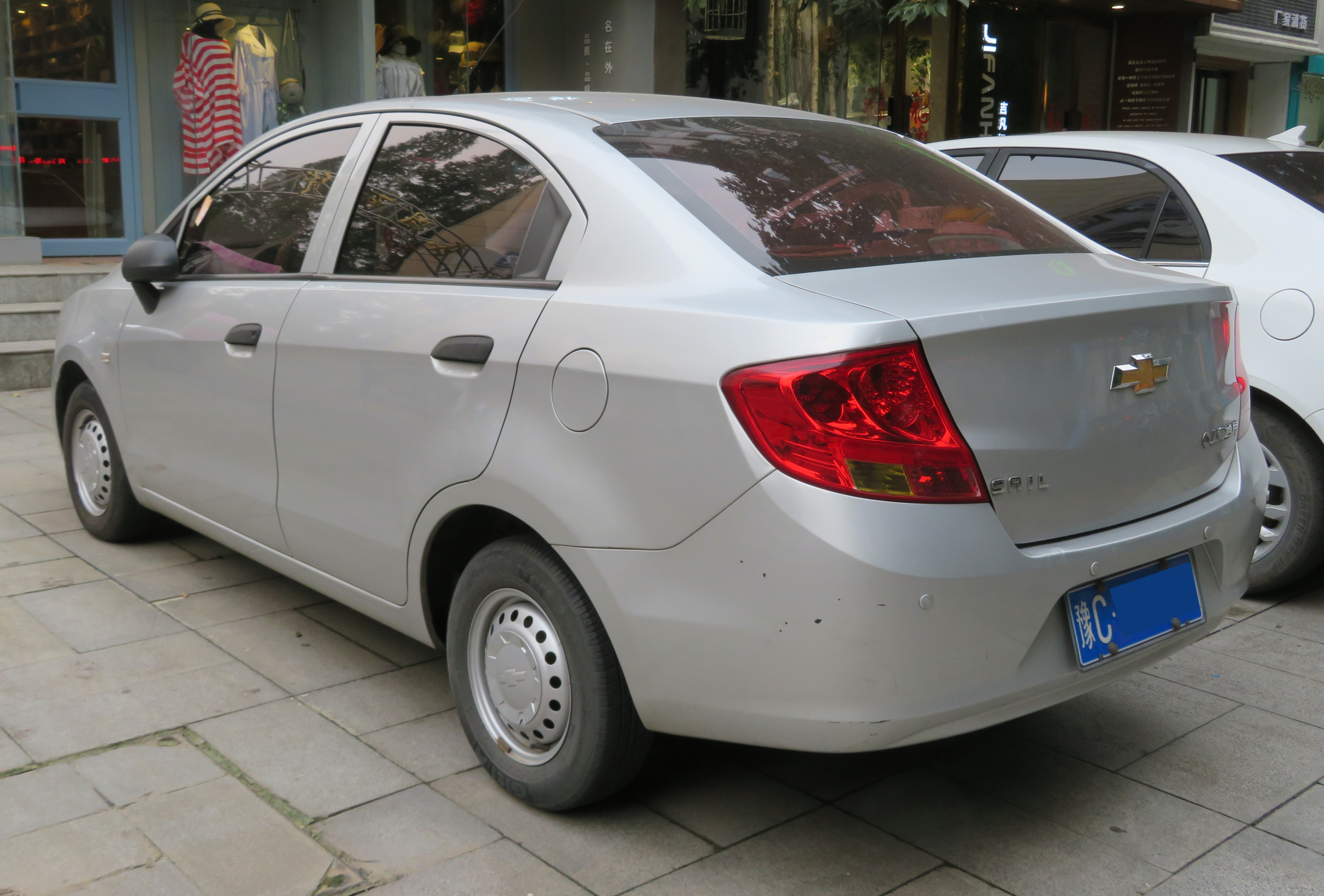
Седан

### Springo EV
Springo EV является электромобилем на базе Chevrolet Sail. Впервые был представлен в 2010 году в Гуанчжоу.

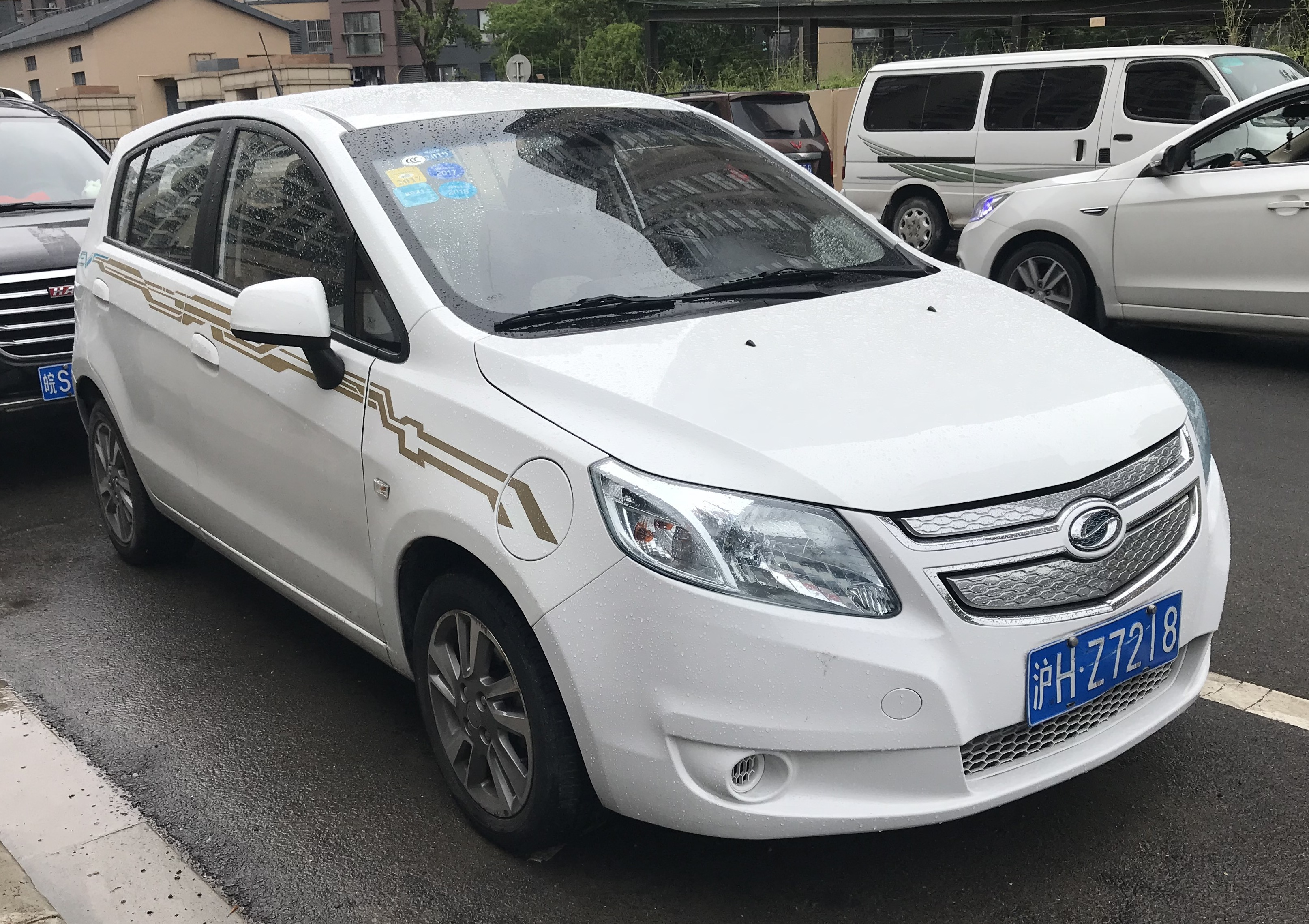
Вид спереди
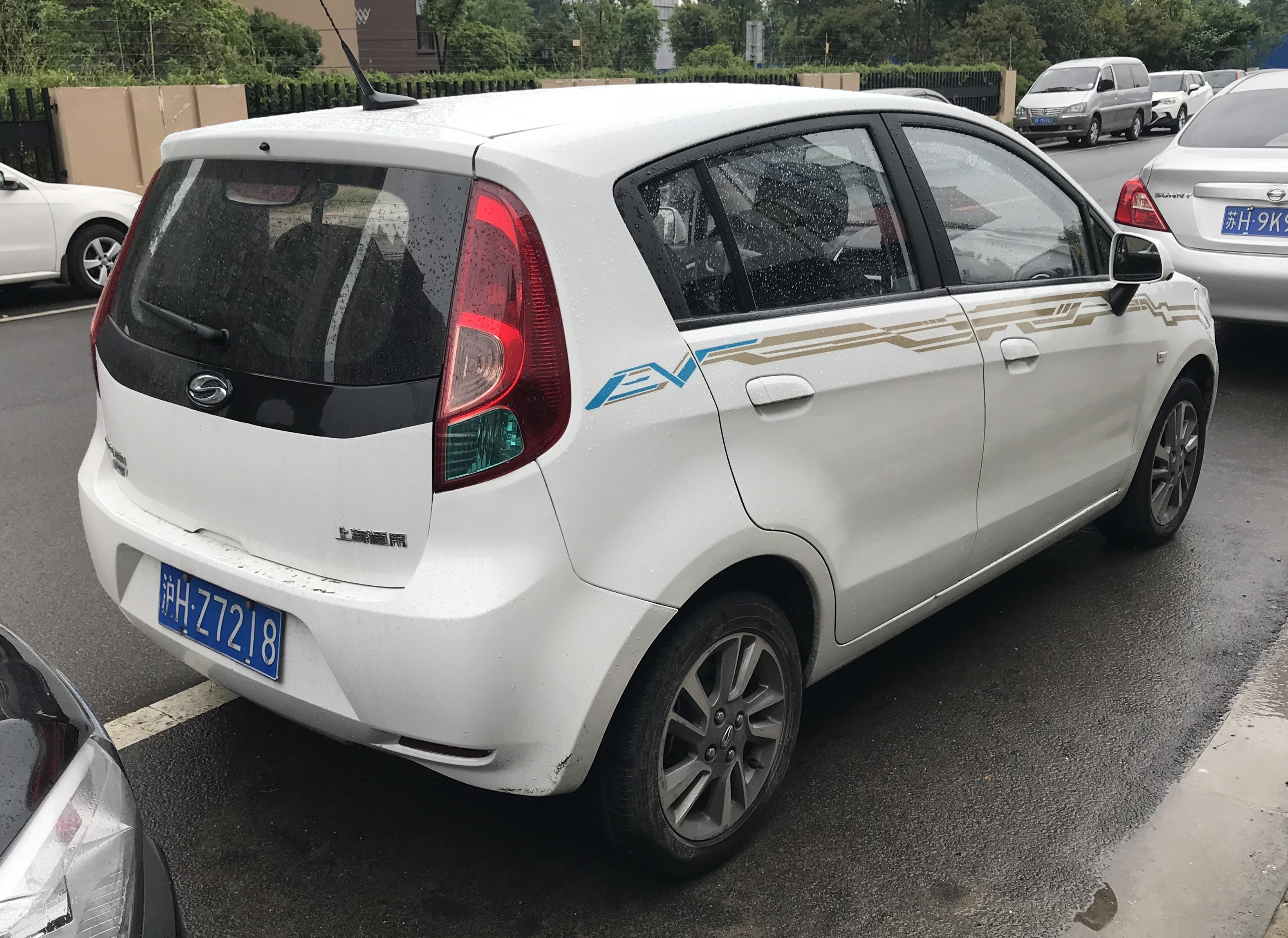
Вид сзади

## Третье поколение (2014—2023)
Третье поколение Chevrolet Sail впервые было представлено в ноябре 2014 года в Гуанчжоу. Производство началось в декабре 2014 года и закончилось в 2023 году. С ноября 2017 года в Мексике и на других рынках Центральной Америки автомобиль назывался Chevrolet Aveo.

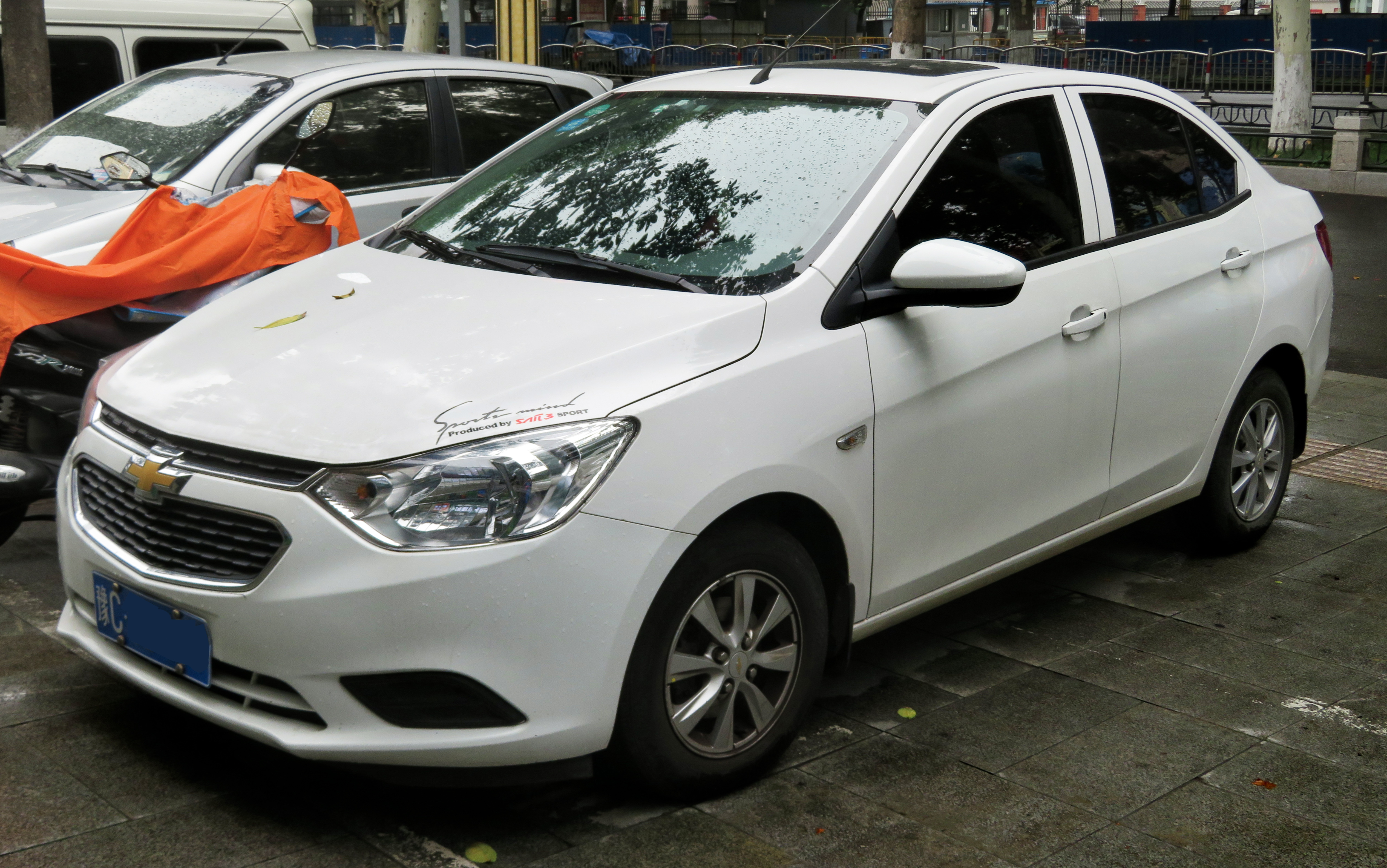
Вид спереди
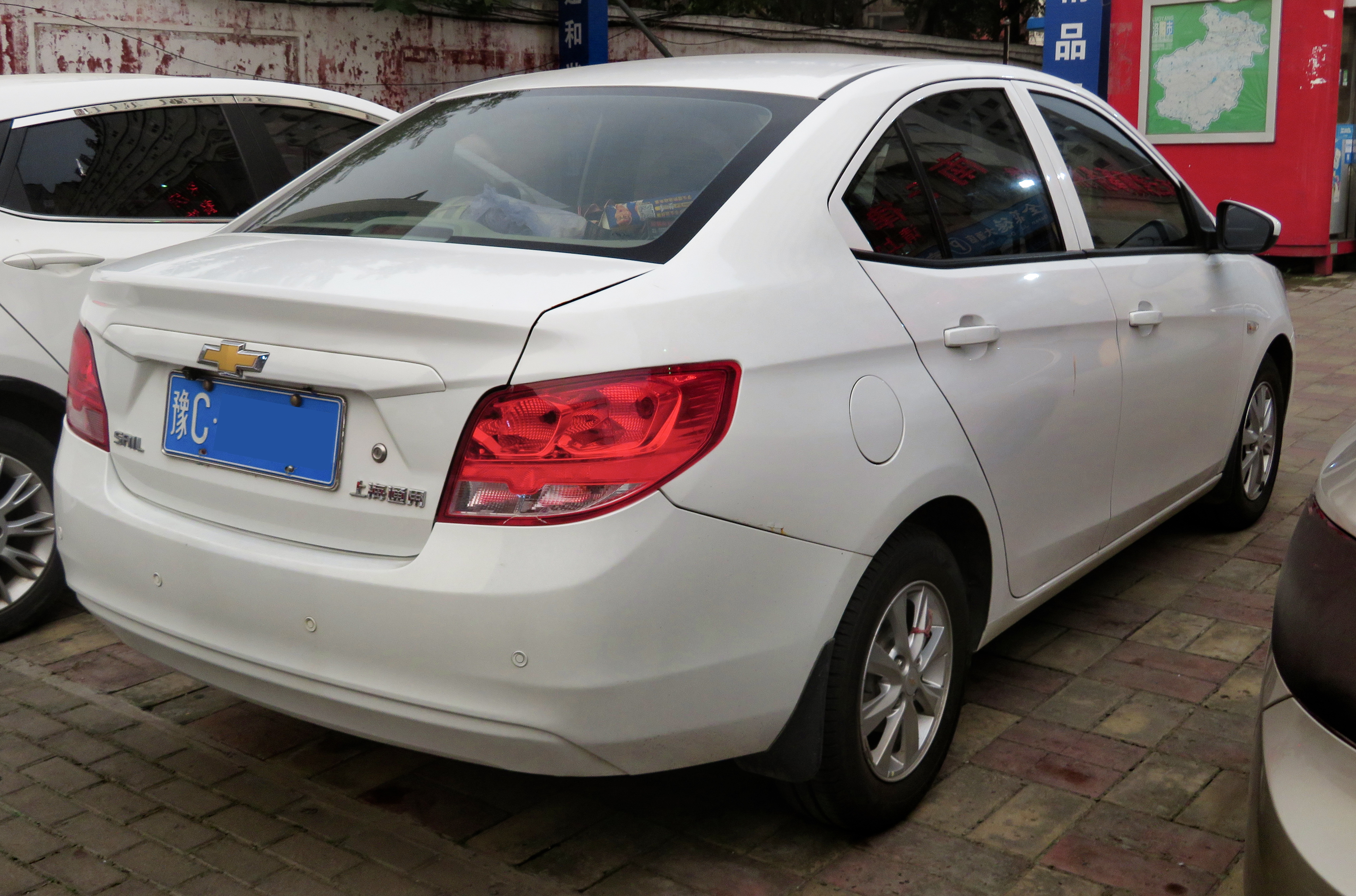
Вид сзади

## Четвёртое поколение (310C;  2023 — настоящее время)
Четвёртое поколение Chevrolet Sail продаётся с сентября 2023 года в Чили и других странах. В Китае автомобиль выпускается компанией SAIC-GM-Wuling под названием Chevrolet Aveo.

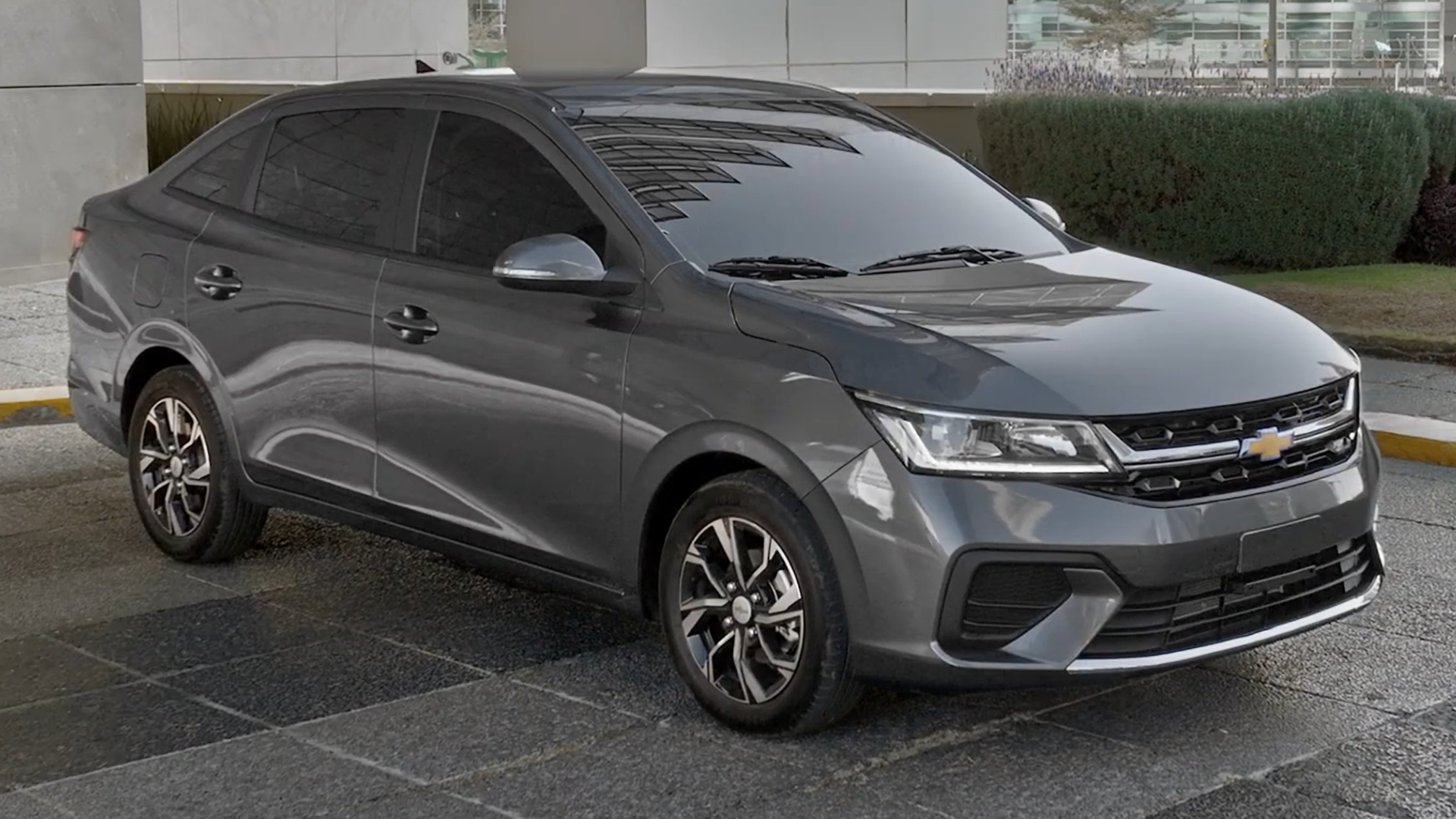
2024 Chevrolet Sail